# Livarot (ser)

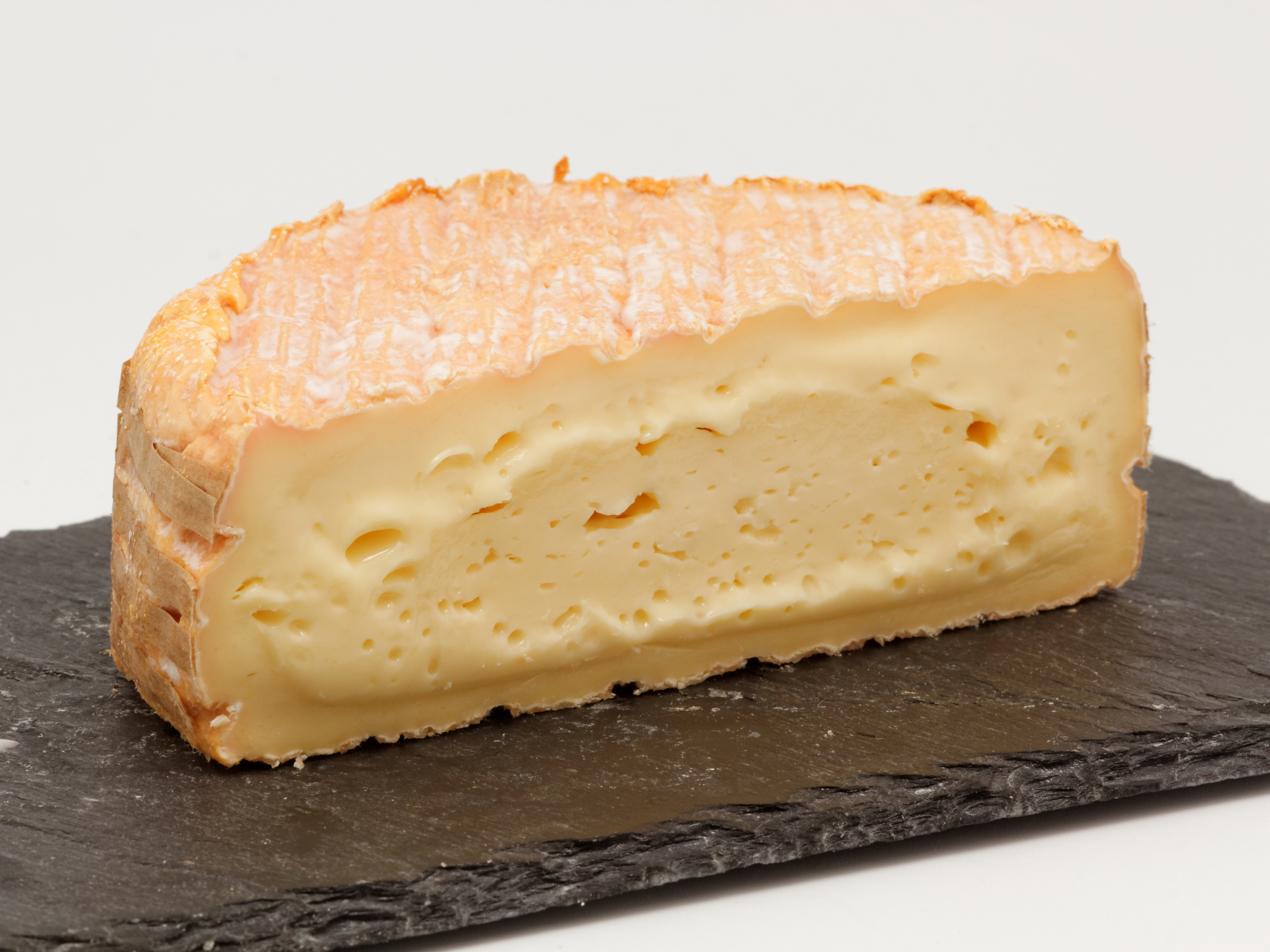
Livarot po przepołowieniu

Livarot – rodzaj francuskiego sera, który produkowany jest z krowiego mleka. Zaliczany do serów podpuszczkowych, miękkich oraz dojrzewających. Ser livarot nie jest serem ostrym, ale jest pikantny.
Ser livarot jest produkowany w miejscowości Livarot.